# 柳田三二郎
柳田 三二郎（やなぎだ さんじろう、生没年不詳）は壬生浪士組及び新選組隊士。全盛期には柔術師範を務めた。名は三次郎と書かれた文献もある。本名は稲田とも。
阿波の出身（大阪とも）。文久3年（1863年）六月以降に壬生浪士組に入隊。八月十八日の政変に参加したが池田屋事件には不参加。慶応元年（1865年）七月までの在籍が確認されている。このときに松原忠司とともに柔術師範となる。
慶応3年（1867年）頃に知友の村田左衛門に隊内の機密情報を漏洩。これと関係したのか、同年6月以前に脱走した。以降の消息は不明だが、一説には脱走後長島喜太郎と名乗ったという。真道弥生流、北辰心要流の達人だったという説も存在する。また、梁田佐太郎と同一人物とも考えられている。
脱走当時の柳田は50歳前後とされ、隊の最高齢であったという。また、碁打ちを好んだという。